# Дешер (Джорджія)
Дешер (англ. Dasher) — місто (англ. town) в США, в окрузі Лоундс штату Джорджія. Населення — 890 осіб (2020).

## Географія
Дешер розташований за координатами 30°44′32″ пн. ш. 83°13′21″ зх. д. / 30.74222° пн. ш. 83.22250° зх. д. (30.742096, -83.222428).  За даними Бюро перепису населення США в 2010 році місто мало площу 12,85 км², з яких 11,77 км² — суходіл та 1,09 км² — водойми.

## Демографія
Згідно з переписом 2010 року, у місті мешкало 912 осіб у 331 домогосподарстві у складі 250 родин. Густота населення становила 71 особа/км².  Було 371 помешкання (29/км²).
Расовий склад населення:
| - 85,6 % — білих - 8,2 % — чорних або афроамериканців - 0,4 % — корінних американців - 0,4 % — азіатів - 2,2 % — осіб інших рас |

До двох чи більше рас належало 3,1 %. Частка іспаномовних становила 4,6 % від усіх жителів.
За віковим діапазоном населення розподілялося таким чином: 25,7 % — особи молодші 18 років, 59,2 % — особи у віці 18—64 років, 15,1 % — особи у віці 65 років та старші. Медіана віку мешканця становила 40,5 року. На 100 осіб жіночої статі у місті припадало 99,6 чоловіків;  на 100 жінок у віці від 18 років та старших — 94,8 чоловіків також старших 18 років.
Середній дохід на одне домашнє господарство  становив 61 729 доларів США (медіана — 51 711), а середній дохід на одну сім'ю — 67 036 доларів (медіана — 64 167). Медіана доходів становила 41 125 доларів для чоловіків та 31 607 доларів для жінок. За межею бідності перебувало 20,2 % осіб, у тому числі 32,7 % дітей у віці до 18 років та 16,5 % осіб у віці 65 років та старших.
Цивільне працевлаштоване населення становило 459 осіб. Основні галузі зайнятості: освіта, охорона здоров'я та соціальна допомога — 17,6 %, роздрібна торгівля — 16,6 %, мистецтво, розваги та відпочинок — 12,6 %, транспорт — 8,7 %.